# Východoasijská náboženství

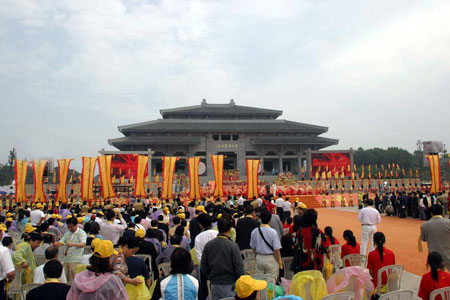
Náboženské shromáždění u chrámu císaře Jan v Suej-čou, Čína

Východoasijská náboženství je souhrnný název pro náboženství vzniklá a praktikovaná ve východní Asii, případně na Dálném východě. Společně s indickými náboženstvími jsou označována jako východní náboženství. Zahrnuje především různá čínská náboženství: čínský kult předků, čínské lidové náboženství, taoismus, konfuciánství a čínská náboženství spasení jako Yiguandao nebo weixinismus, a taktéž čínskou formu buddhismu. Dále zahrnuje japonská náboženství jako šintoismus a nová náboženská hnutí jako Tenrikjó či Óm šinrikjó, a korejská náboženství jako korejské lidové náboženství. Kromě těchto náboženství jsou ve východní Asii praktikována různá domorodá animistická či šamanistická náboženství a jiná světová náboženství jako křesťanství či islám.
Pro východní Asii je typické že různé náboženské tradice v nich nebyli jasně oddělovány a nebyly chápány jako vzájemně exkluzivní, oproti situaci například v křesťanském či muslimském prostředí. To se týkalo především náboženské praxe laiků a ti se mohli hlásit k několika duchovním tradicím a praktikovat je. Taktéž hranice mezi náboženskými a světskými praktikami byla často nejasná a sám termín „náboženství“ byl přejat ze Západu. Podle dat z roku 2011 věřilo 215 milionů Číňanů v duchy předků, 362 milionů se v posledním roce účastnilo nějaké věštecké praktiky a 754 milionů praktikuje kult předků. Zároveň se pouze 12 milionů Číňanů identifikuje jako taoisté, ale 173 milionů provozuje v nějaké míře taoistické praktiky. Současně se Čína oficiálně prezentuje jako ateistický stát.